# Turanita
La turanita és un mineral de la classe dels vanadats. Va ser descobert l'any 1909. Deu el seu nom a la seva localitat tipus: la mina de coure vanadi i urani de Tyuya Muyun, Ferghana, regió de Turan, Uzbekistan. Sol trobar-se en cavitats formades en barita dins de llims, tot formant crostes i concrecions esferoïdals amb estructures fibro-radials.

## Característiques
Segons la classificació de Nickel-Strunz, la turanita pertany a «08.BA: Fosfats, etc. amb anions addicionals, sense H₂O, només amb cations de mida mitjana, (OH, etc.):RO₄ sobre 1:1» juntament amb els següents minerals: ambligonita, montebrasita, tavorita, triplita, zwieselita, sarkinita, triploidita, wagnerita, wolfeïta, stanĕkita, joosteïta, hidroxilwagnerita, arsenowagnerita, holtedahlita, satterlyita, althausita, adamita, eveïta, libethenita, olivenita, zincolibethenita, zincolivenita, auriacusita, paradamita, tarbuttita, barbosalita, hentschelita, latzulita, scorzalita, wilhelmkleinita, trol·leïta, namibita, fosfoel·lenbergerita, urusovita, theoparacelsita, stoiberita, fingerita, averievita, lipscombita, richel·lita i zinclipscombita.